# Лесото на летних Олимпийских играх 1992
Королевство Лесото принимало участие в Летних Олимпийских играх 1992 года в Барселоне (Испания) в пятый раз за свою историю, но не завоевало ни одной медали. Сборную страны представляли шестеро легкоатлетов, в том числе первая в олимпийской истории Лесото женщина спортсменка — бегунья Мантокоанте Питсо, выступившая на восьмисотметровке.

## Результаты

### Лёгкая атлетика
Спортсменов — 6
Мужчины
| Спортсмен        | Дисциплина | Первый раунд | Первый раунд | Четвертьфинал        | Четвертьфинал        | Полуфинал            | Полуфинал            | Финал                | Финал                |
| Спортсмен        | Дисциплина | Результат    | Место        | Результат            | Место                | Результат            | Место                | Результат            | Место                |
| ---------------- | ---------- | ------------ | ------------ | -------------------- | -------------------- | -------------------- | -------------------- | -------------------- | -------------------- |
| Ботлоко Шебе     | 100 м      | 10.94        | 8            | Завершил выступления | Завершил выступления | Завершил выступления | Завершил выступления | Завершил выступления | Завершил выступления |
| Генри Мохоаньяне | 400 м      | 48.39        | 6            | Завершил выступления | Завершил выступления | Завершил выступления | Завершил выступления | Завершил выступления | Завершил выступления |
| Телло Намане     | 5000 м     | 14:33.04     | 14           | н/д                  | н/д                  | н/д                  | н/д                  | Завершил выступления | Завершил выступления |
| Патрик Рама      | 10 000 м   | 30:21.69     | 21           | н/д                  | н/д                  | н/д                  | н/д                  | Завершил выступления | Завершил выступления |
| Табисо Мокхали   | Марафон    | н/д          | н/д          | н/д                  | н/д                  | н/д                  | н/д                  | 2:19.28              | 33                   |

Женщины
| Спортсменка      | Дисциплина | Четвертьфинал | Четвертьфинал | Полуфинал             | Полуфинал             | Финал                 | Финал                 |
| Спортсменка      | Дисциплина | Результат     | Место         | Результат             | Место                 | Результат             | Место                 |
| ---------------- | ---------- | ------------- | ------------- | --------------------- | --------------------- | --------------------- | --------------------- |
| Мантокоане Питсо | 800 м      | 2:29.77       | 8             | Завершила выступления | Завершила выступления | Завершила выступления | Завершила выступления |